# Psychoda spondea
Psychoda spondea és una espècie d'insecte dípter pertanyent a la família dels psicòdids que es troba a Centreamèrica: Nicaragua i Costa Rica (la província de Limón).